# Georges Wagemans
Pour les articles homonymes, voir Wagemans.
Georges Wagemans, né en 1880 et mort en 1966, est un patineur artistique belge ayant participé à deux éditions des Jeux olympiques. Il est aussi juge de patinage artistique.
Aux côtés de Georgette Herbos, il participe à l'épreuve de patinage artistique en couple des Jeux olympiques de 1920 à Anvers, terminant à la sixième place. Aux Jeux olympiques d'hiver de 1924, il a la particularité d'à la fois participer  à l'épreuve de patinage artistique en couple, terminant à la cinquième place, et d'officier en tant que juge de l'épreuve individuelle féminine.
En individuel, il est champion de Belgique en 1921.